# Eurogamer
Eurogamer là một trang web tập trung vào các tin tức, đánh giá video game và các tính năng khác. Trang web này do Gamer Network Ltd. quản lý, với trụ sở tổng công ty tại Brighton, East Sussex. Nó được thành lập năm 1999 bởi hai anh em Rupert và Nick Loman khi họ còn đang học trung học.
Gamer Network nói rằng trang web có số lượng độc giả lớn nhất của bất kỳ trang web trò chơi điện tử độc lập nào ở châu Âu (hơn 5,7 triệu người dùng vào tháng 11 năm 2011), và là trang web đầu tiên đưa vấn đề lưu lượng truy cập vào quá trình xác minh độc lập của hệ thống ABC Electronic. Trang web chủ yếu phục vụ cho đối tượng người Anh/Ireland; Gamer Network điều hành các trang web khác sử dụng thương hiệu Eurogamer phục vụ cho các nước châu Âu khác.
Hầu hết các bài đánh giá của nó là các trò chơi của Châu Âu hoặc theo hệ PAL. Vào tháng 2 năm 2015, Eurogamer đã bỏ hệ thống điểm điểm 10 điểm thay cho một "hệ thống khuyến nghị", trong đó các trò chơi sẽ không nhận được đề xuất hoặc giải thưởng cụ thể cho "Đề nghị", "Bắt buộc" hoặc "Nên tránh".